# Sebas Martín
Sebastià Martín Sánchez (Barcelona, 8 de setembre de 1961), conegut com a Sebas Martín, és un autor de còmic català.

## Biografia
Sebas Martín va créixer i continua vivint al barri barceloní del Poblenou. Va començar a publicar els seus dibuixos en revistes com ara Zero o Gai Barcelona. Ha fet de professor de dibuix i còmic a l'Escola Joso, l'Escola d'Humanitats de l'Ateneu Barcelonès i a Elisava.
Durant la dècada del 2000, va llançar la revista de còmic gai Claro Que Sí, de la qual va ser editor en cap.
Ha produït diversos llibres protagonitzats pel personatge d'en Salvador, un gai barceloní. Se'l considera, juntament amb Nazario, un dels primers autors de còmic gai de l'Estat espanyol.

## Obres
Com a guionista i il·lustrador
- Estoy en ello, La Cúpula, 2005; reeditat augmentat el 2017, ISBN 978-84-1640-062-1
- Aún estoy en ello, La Cúpula, 2007, ISBN 978-84-7833-265-6
- Los chulos pasan pero las hermanas quedan, La Cúpula, 2009, ISBN 978-84-7833-873-3
- Ideas de bombero, La Cúpula, 2010,[6] ISBN 978-84-7833-917-4
- Kedada, La Cúpula, 2012, ISBN 978-84-7833-968-6
- Yo lo vi primero, La Cúpula, 2013, ISBN 978-84-1572-415-5
- Demasiado guapo, La Cúpula, 2016, ISBN 978-84-1640-027-0
- No debí enrollarme con una moderna, La Cúpula, 2018, ISBN 978-84-1572-498-8
- El corazón entre las piernas, La Cúpula, 2019,[7]ISBN 978-84-17442-31-6
- Todos los hombres del dibujante, Edicions Cal·lígraf, 2020,[8] ISBN 978-84-12-17342-0
- Mi novio, un virus y la madre que me parió, La Cúpula, 2021, ISBN 978-84-17442-83-5
- Que el fin del mundo nos encuentre bailando, La Cúpula, 2023, ISBN 978-84-18809-55-2
- Artristas y presonajes, La Cúpula, 2025, ISBN 978-84-10264-20-5

Només com a il·lustrador
- Històries de Sitges, amb Guillem Medina, Llibres de l'Índex, 2000 ISBN 978-84-95317-15-5; edició en castellà: Historias de Sitges (Ediciones la Tempestad)
- Vacaciones en Ibiza, text de Lawrence Schimel, Editorial Gai y Lesbiana Egales, 2002, ISBN 978-84-95346-48-3
- El kamasutra gay, text de Diego J. Cruz, Egales, 2006; reed. 2012, ISBN 978-84-88052-02-5
- Kindly Woodsmen, text de Dale Lazarov, Sticky Graphic Novels, 2018, ISBN 978-1-939888-59-4
- Sobrevivir al ambiente, text de Gabriel J. Martín, Roca Editorial, 2018, ISBN 978-84-17092-01-6
- El kamasutra gay del siglo XXI: Una guía ilustrada para todos los hombres (cis, trans o intersex) que se consideran homosexuales, text de Gabriel J. Martín, Roca Editorial, 2022, ISBN 978-84-18870-02-6

## Guardons
- Premi Casal Lambda de comèdia 1999[9]
- Premi Serra i Moret 2000.[9]